# Liste der Monuments historiques in Trédarzec
Die Liste der Monuments historiques in Trédarzec führt die Monuments historiques in der französischen Gemeinde Trédarzec auf.

## Liste der Bauwerke
| Bezeichnung        | Beschreibung                       | Standort      | Kennzeichnung | Schutzstatus | Datum | Bild           |
| ------------------ | ---------------------------------- | ------------- | ------------- | ------------ | ----- | -------------- |
| Gärten von Kerdalo | Zweite Hälfte des 20. Jahrhunderts | (Lage)        | PA22000027    | Inscrit      | 2007  | weitere Bilder |
| Kreuz              | 18. Jahrhundert                    | (Lage)        | PA00089677    | Inscrit      | 1927  | weitere Bilder |
| Kapelle St-Nicolas | Zweite Hälfte des 15. Jahrhunderts | Kerhir (Lage) | PA00089676    | Inscrit      | 1964  | weitere Bilder |